# نيناد ميلونوفيتش
نيناد ميلونوفيتش هو لاعب كرة قدم صربي في مركز الوسط، ولد في 3 يونيو 1983 في ألكسيناتش في صربيا. لعب مع رادنيتشكي نيش ونابريداك كروشيفاتس.

## وصلات خارجية
- نيناد ميلونوفيتش على موقع قاعدة بيانات كرة القدم.إي يو (الإنجليزية)
- نيناد ميلونوفيتش على موقع Soccerway.com (الإنجليزية)